# Nate Corddry
Nathan „Nate“ Corddry (* 8. September 1977 in Weymouth, Massachusetts) ist ein US-amerikanischer Schauspieler und Synchronsprecher. Er ist der jüngere Bruder von Rob Corddry, durch den er auch den Weg zur Schauspielerei fand.

## Leben und Karriere

### Kindheit und Jugend – High School und College
Nate Corddry wurde am 8. September 1977 in der Stadt Weymouth in der Metropolregion Greater Boston im US-Bundesstaat Massachusetts als Sohn von Steven und Robin Corddry (geborene Sullivan) geboren. Mit dem ebenfalls als Schauspieler agierenden Rob hat er einen Bruder und zudem mit Laura eine aktuell an der Southern New Hampshire University arbeitende Schwester. Der Vater Steven Corddry war Bediensteter bei Massachusetts Port Authority, während seine Mutter unter anderem im Kundenservice für das Unternehmen The MathWorks tätig war. Seine Schulausbildung absolvierte Nate Corddry unter anderem, wie bereits sein älterer Bruder, an der lokalen Weymouth North High School, an der er im Jahre 1995 seinen Abschluss machte. Dort sammelte er auch erste Erfahrungen als Schauspieler, obwohl er in seinem bisherigen Leben davor erst einmal ein Theaterstück, eine Aufführung von Cats im Bostoner Wang Theatre, als Zehnjähriger besucht hatte. Danach folgte mit finanzieller Unterstützung und einem Stipendium ein Studium der Kommunikationswissenschaften am Colby–Sawyer College in der Kleinstadt New London im Bundesstaat New Hampshire. Auch hier trat er weiterhin als Teil der schuleigenen Theatertruppe in Erscheinung und verbrachte nach zwei absolvierten Studienjahren ein Jahr im Theaterprogramm der Northeastern University in Boston. Als er in seinem Junior-Jahr, also seinem dritten Jahr am College, war, kam sein dortiger Theaterprofessor Jerry Bliss auf ihn zu und überredete ihn am Williamstown Theatre Festival Apprenticeship Program teilzunehmen. In weiterer Folge sollte er noch viele Jahre am Williamstown Theatre Festival auftreten; in seinen 30ern bereits als Hauptdarsteller und nicht mehr als Auszubildender (Apprentice). Nach seinem College-Abschluss im Jahr 2000 wollte er zuerst eine Graduate School besuchen und deshalb an die University of Wisconsin–Madison wechseln wofür er bereits alle Papiere unterschrieben hatte. Jedoch entschied sich der vom weitaus kleineren und privat geführten Colby–Sawyer College kommende Nate Corddry danach kurzfristig doch kein weiterführendes Studium zu absolvieren und zog vorerst zu seinem älteren Bruder nach New York City, wo dieser bereits seit Januar 1994 lebte.

### Karrierebeginn als Schauspieler
Im Jahr 2002, als sein Bruder Rob mit The Daily Show nach schleppendem Karrierestart seinen Durchbruch feierte, begann auch Nate Corddrys eigentliche Karriere als Schauspieler in Film, Fernsehen und auf der Bühne. Erste Einsätze hatte er dabei unter anderem 2002 in einer Episode der Late Night with Conan O’Brien oder in diversen Auftritten in Werbespots; so war er 2002 auch in einem solchen Spot für das Unternehmen Pizza Hut zu sehen. Nach weiteren Auftritten in jeweils einer Folge von Criminal Intent – Verbrechen im Visier und Springfield Story, folgten vermehrt Theatereinsätze und erste Engagements am Broadway. Als Stand-By des Benjamin Braddock war er auf der nationalen Tour des Stücks The Graduate, basierend auf dem gleichnamigen Film (dt. Die Reifeprüfung), mit Schauspielerin und Oscarpreisträgerin Lorraine Bracco dabei und trat hierbei unter anderem 2004 im Bostoner Colonial Theatre auf. Später bekam er in diesem Stück, als Morgan Fairchild die Rolle der Mrs. Robinson übernahm, die männliche Hauptrolle und war in dieser in zahlreichen landesweiten Aufführungen, aber auch in Kanada, zu sehen. Nathan Corddrys eigentlicher Durchbruch als Schauspieler in Film und Fernsehen folgte erst im Jahre 2006, dabei unter anderem in einer der Hauptrollen in der nur kurzlebigen NBC-Serie Studio 60 on the Sunset Strip, wo er in die Rolle des Tom Jeter schlüpfte und in allen 22 Episoden zu sehen war. Nach den zuvor bestätigten hohen, später jedoch ausbleibenden Erwartungen an die Serie und der zurückgehenden Zuschauerquote, wurde die Serie nach nur einer Staffel wieder abgesetzt. Corddry hingegen übernahm noch im gleichen Jahr zusammen mit seinem Bruder die Sprechrollen der Seides, einem auf Moskitos reitenden Rebellenvolk, in der englischsprachigen Synchronfassung von Luc Bessons Spielfilm Arthur und die Minimoys. Ebenfalls neben seinem Bruder sah man ihn von 2005 bis 2006 in neun Episoden von The Daily Show, in der er nochmals knapp zehn Jahre später in Jon Stewarts letzter Show zu sehen war.
In Marc Kleins Upper East Side Love mit Sarah Michelle Gellar und Alec Baldwin war er im Jahr 2007 in einer ebenfalls nicht unwesentlichen Rolle als Jason zu sehen und übernahm zudem in Shari Springer Bermans und Robert Pulcinis Filmdrama Nanny Diaries eine Nebenrolle als Calvin. Auch in den nachfolgenden Jahren kam Corddry, der nun hauptsächlich in Los Angeles lebte, zu diversen Engagements, vielfach zurückzuführen auf sein Serienengagement bei Studio 60 on the Sunset Strip. 2008 kam der mittlerweile 30- bzw. 31-jährige Corddry, der unter anderem bereits in Werbespots von Verizon, AT&T oder McDonald’s eingesetzt wurde, in William Savages Kurzfilm Morning Departure zum Einsatz. An der Seite seines rund sechseinhalb Jahre älteren Bruders sah man ihn 2008 auch in vier verschiedenen Episoden der Serie Childrens Hospital, in der er auch im Jahre 2012 noch ein weiteres Mal in einer Episode eingesetzt wurde. Zu seinem wachsenden Durchbruch trug ab 2009 unter anderem die Showtime-Dramedy Taras Welten bei, in der man ihn als Nebendarsteller Gene Stuart ab der zweiten Folge in allen restlichen Episoden der ersten Staffel sah, ehe sein Charakter wieder aus der Serie schied. Weitere Auftritte folgten noch im gleichen Jahr mit einem Gastauftritt in Lügen macht erfinderisch oder in der Rolle des Josh in Die nackte Wahrheit mit Katherine Heigl und Gerard Butler. Weiters fand er in diesem Jahr zu einem Gastauftritt in einer Episode von 30 Rock, wo er unter anderem wieder auf Alec Baldwin traf.

### Auftritte ab 2010
Das Jahr 2010 verlief wieder arbeitsreicher, so spielte er den Charakter Pete Campbell in zwei Mad-Men-Parodien von Funny or Die, mimte den Stabschef in Yogi Bär oder spielte den Neil Malady in The Wonderful Maladys, wo er abermals auf Sarah Michelle Gellar traf. Einen weiteren Filmauftritt 2010 hatte er auch noch als Mike in der Komödie Our Show von Larry Charles. Weiters sah man ihn als Private Loudmouth in einer Episode der zehnteiligen HBO-Miniserie The Pacific oder in der Nebenrolle des Stephen Harding im Horrorfilm Shelter. Ein weiterer Meilenstein in seiner bisherigen Karriere bildete die NBC-Serie Harry’s Law, in der er, wie auch Oscarpreisträgerin Kathy Bates, in allen 34 Episoden zu sehen war und den jungen Anwalt Adam Branch spielt. Nachdem er 2011 keinen weiteren Film- oder Fernsehauftritt mehr verzeichnen konnte, war er ab 2012 wieder als Synchronsprecher zu hören. In der englischsprachigen Originalfassung von TRON: Der Aufstand sprach er den Charakter Zed, einen Nebencharakter, der in 14 der insgesamt 19 Episoden bis 2013 in Erscheinung trat. Als Larry Feinstein sah man ihn 2012 zudem in There Is No Place Like Home – Nichts wie weg aus Ocean City, einem weiteren Film unter der Regie von Shari Springer Berman und Robert Pulcini. Nach einem Gastauftritt in einer Episode von New Girl, brach er es auch auf Einsätze als Brandon in der als Webserie gestarteten Sex Surrogates. William Savage, der mit ihm bereits an seinem 2008 veröffentlichten Kurzfilm Morning Departure gearbeitet hatte, holte ihn auch für seinen Spielfilm In Lieu of Flowers, der seine Premiere ab Newport Beach Film Festival des Jahres 2013 feierte, in die Hauptbesetzung. Unter Paul Feig, der bereits mehrfach mit seinem älteren Bruder zusammenarbeitete, kam er auch zu einem Gastauftritt im Kinofilm und Kassenschlager Taffe Mädels.

### Aktuelle Einsätze ab 2013/14
Ebenfalls noch 2013 wurde er in die CBS-Sitcom Mom gecastet, wo er fortan in der Hauptrolle des Gabriel zu sehen war. In der Serie, die in einer Kooperation mit Chuck Lorre, Eddie Gorodetsky und Gemma Baker entstand, traf er unter anderem auf Anna Faris, mit der er bereits in Yogi Bär vor der Kamera stand. Nach 33 Episoden als Restaurantleiter Gabriel schied er im Laufe der zweiten Staffel jedoch aus der Serie, kam aber parallel dazu auch in diversen Filmproduktionen zum Einsatz. So sah man ihn im Jahre 2014 in Theodore Melfis Komödie St. Vincent abermals an der Seite von Melissa McCarthy oder Bill Murray. Des Weiteren hatte er zusammen mit seinem Bruder einen Auftritt in einer Folge von Things Are Going Great For Me with J. Claude Deering, einer Webshow des britischstämmigen Filmschaffenden, Schauspielers und Comedians J. Claude Deering. 2015 sah man Nate Corddry in einer Episode von Julie Klausners Hulu-Serie Difficult People, sowie in der romantischen Komödie The Night Is Young unter der Regie von Dave Hill und Matt L. Jones. Auch im Jahre 2016 wurden bereits zwei Filme, an denen Corddry beteiligt war, veröffentlicht. Während er in Frankie Shaws Kurzfilm Too Legit neben Zoë Kravitz oder Teresa Palmer in einer der Hauptrollen zu sehen ist, hatte er im drei Tage später veröffentlichten Drama Equity von Regisseur Meera Menon und nach einem Drehbuch von Amy Fox eine der Nebenrollen inne. Für das Jahr 2016 befinden sich aktuell (Stand: Februar 2016) noch weitere Filme in der Postproduktion oder wurden bereits fertiggestellt. So werden unter anderem die drei Kinofilme The Circle, Ghostbusters und Katie Says Goodbye, in denen Corddry jeweils in einer Nebenrolle zu sehen ist, bis Ende des Jahres veröffentlicht. Mit dem Kurzfilm You Are Not Alone, an dem er nicht nur als Schauspieler, sondern auch als Drehbuchautor und Ausführender Produzent in Erscheinung tritt, wurden die Arbeiten an einem weiteren Film bereits beendet; dieser soll ebenfalls 2016 veröffentlicht werden.

## Deutschsprachige Synchronsprecher
Im Laufe seiner bisherigen Karriere hatte Nate Corddry in den diversen deutschsprachigen Synchronfassungen der Film und Serien, an denen er mitwirkte, zahlreiche verschiedene Synchronsprecher. Als einer der häufigsten Synchronsprecher trat, vor allem in jüngster Vergangenheit, Roland Wolf in Erscheinung. Dieser lieh ihm in There Is No Place Like Home – Nichts wie weg aus Ocean City (2012), Taffe Mädels (2013) und St. Vincent (2014) die Stimme. Ebenfalls eine bekannte Stimme Corddrys ist der vielfach eingesetzte Tommy Morgenstern, der ihm in Harry’s Law (2011 bis 2012) und Nanny Diaries (2007) die deutsche Stimme gab. Weitere Synchronsprecher, die, soweit bekannt, nur einmal als seine deutsche Stimme in Erscheinung traten, sind Karlo Hackenberger in Suburban Girl (2007; Synchro von 2009), Robin Kahnmeyer in Lügen macht erfinderisch (2009), Gerrit Schmidt-Foß in Shelter (2010) oder Nico Mamone in Yogi Bär (2010). In 30 Rock (2009) sprach ihn Sven Hasper, in Taras Welten (2009) wurde die Stimme von David Turba übernommen, den Charakter Private Loudmouth in The Pacific (2010) sprach Constantin von Jascheroff, während Patrick Schröder als Sprecher seiner Rolle in New Girl (2013), Jesco Wirthgen als Stimme von Zed in TRON: Der Aufstand (2012 bis 2013) und Marius Clarén als deutsche Stimme des Gabriel in Mom (2013 bis 2015) zu hören waren.

## Filmografie (Auswahl)

### Filme
- 2006: Arthur und die Minimoys (Arthur et les Minimoys, Sprechrolle)
- 2007: Upper East Side Love (Suburban Girl)
- 2007: Nanny Diaries
- 2008: Morning Departure
- 2009: Die nackte Wahrheit (The Ugly Truth)
- 2009: Lügen macht erfinderisch (The Invention of Lying)
- 2010: Shelter
- 2010: MA Men
- 2010: MA Men 2
- 2010: Yogi Bär
- 2010: The Wonderful Maladys
- 2010: Our Show
- 2012: There Is No Place Like Home – Nichts wie weg aus Ocean City (Girl Most Likely)
- 2013: In Lieu of Flowers
- 2013: Taffe Mädels (The Heat)
- 2014: St. Vincent
- 2015: The Night Is Young
- 2016: Too Legit (Kurzfilm)
- 2016: Equity
- 2016: You Are Not Alone (Kurzfilm) (als Schauspieler, Drehbuchautor und Produzent)
- 2016: Ghostbusters (Ghostbusters: Answer the Call)
- 2016: Katie Says Goodbye
- 2017: The Circle
- 2019: Standing Up, Falling Down

### Fernsehserien
- 2002: Late Night with Conan O’Brien (eine Episode)
- 2003: Criminal Intent – Verbrechen im Visier (Law & Order: Criminal Intent)
- 2003: Springfield Story (Guiding Light, eine Episode)
- 2006–2007: Studio 60 on the Sunset Strip
- 2008–2012: Childrens Hospital (fünf Episoden)
- 2009: Taras Welten (United States of Tara, zehn Episoden)
- 2009: 30 Rock (eine Episode)
- 2010: The Pacific (eine Episode)
- 2011–2012: Harry’s Law
- 2012–2013: TRON: Der Aufstand (TRON: Uprising, Sprechrolle, 14 Episoden)
- 2013: New Girl (eine Episode)
- 2013: Sex Surrogates (Webserie)
- 2013–2015: Mom (33 Episoden)
- 2014: Things Are Going Great For Me with J. Claude Deering (eine Episode)
- 2015: Difficult People (eine Episode)
- 2017: The Marvelous Mrs. Maisel (eine Episode)
- 2019: Mindhunter (vier Episoden)
- seit 2019: For All Mankind
- 2020: Perry Mason (sechs Episoden)
- 2022: Paper Girls
- 2023: Barry (eine Episode)
- 2024: John Sugar (Sugar)